# 孙志祖
孙志祖（1737年—1801年），字贻谷，或作颐谷，号约斋。浙江仁和人。
乾隆丙子科举人，乾隆三十一年（1766年）成进士，授刑部主事，歷官刑部员外郎，升云南司郎中，再拔擢江南道监察御史。與汪中友好，汪中去世後，曾與张燕昌、梁玉绳等公祭汪中。著有《家语疏证》六卷、《后汉书补逸》五卷、《文选考异》四卷、《文选注补正》四卷、《文选理学权舆补》一卷、《读书脞录》七卷、《风俗通逸文》一卷、《颐谷吟稿》等。

## 延伸阅读
[在维基数据编辑]
 《清史稿/卷481》，出自趙爾巽《清史稿》